# دیگو مورنو
دیگو مورنو (انگلیسی: Diego Moreno؛ زادهٔ ۲۱ ژوئن ۲۰۰۱) بازیکن فوتبال اهل اسپانیا است که در پست دفاع راست برای میراندس، به صورت قرضی از اوساسونا بازی می‌کند.